# F.A.T. International
F.A.T. International es una marca registrada adquirida por Ferdi Porsche y que en el pasado se utilizaba para una empresa alemana de Logística. Desde su refundación, el nombre ha sido utilizado principalmente para la promoción de eventos deportivos como la GP Ice Race, un evento de automovilismo sobre nieve que se lleva a cabo anualmente desde 1928 hasta 1974, y posteriormente desde 2019 hasta 2020 y finalmente desde el año 2022 hasta la fecha.

## Acerca de
El primer uso que le dio a la marca F.A.T. era a una empresa alemana de logística, cuyo fundador era un apasionado de los deportes de motor. Posteriormente, luego de años de inactividad, fue adquirida por Ferdi Porsche, miembro de la Familia Porsche-Piëch, reconocida por Ferdinand Porsche, fundador de la compañía Dr. Ing. h.c. F. Porsche AG (normalmente abreviada como Porsche AG), fabricante de automóviles deportivo. Desde el año 2023 se utiliza para promocionar eventos como la GP Ice Race celebrada en Zell Am See, Austria, además de ofrecer servicios de gastronomía bajo la marca F.A.T. Mankei (o simplemente Mankei), cuyo nombre proviene de una Jerga alpina para Marmota y también una referencia a su antiguo propietario, el "Mankeiwirt" quien fue localmente famoso por cargar una marmota para domar en su espalda.

## Patrocinio
El patrocinio de F.A.T. International, principalmente a través de la submarca F.A.Turbo Express, se ha visto regularmente en los automóviles de carreras Porsche desde la década de 1980 hasta la década de 1990, exhibiendo sus colores blanco y rojo a equipos como Joest Racing, Dauer Racing y Larbre Compétition. Un logro destacado fue la victoria general en las 24 Horas de Le Mans de 1994 con el Dauer 962 Le Mans, un sport prototipo homologado como automóvil de categoría GT1 creado expresamente para ganar dicha carrera. En otras palabras, dicha edición fue ganada por un automóvil cuyo diseño tiene raíces en el Porsche 962 que debutó como un automóvil de categoría IMSA GTP en las 24 Horas de Daytona 10 años atrás. Tras la refundación de la marca registrada, en el año 2023, el equipo de competición AO Racing se presentó a la Rennsport Reunion de dicha edición con un Porsche 911 GT3 R con una librea retro de dicho patrocinador.